# Кулунту
Кулунту (фр. Koulountou) — река в Гвинее и Сенегале, берущая начало в горном массиве Фута-Джаллон. Самый большой приток реки Гамбия, впадающей в Атлантический океан. Пересекает Национальный парк Ньоколо-Коба. Обширная пойма реки запасает воду в течение всего года и полноводна даже в сухой сезон, что привлекает животных и способствует буйному росту растительности.

## География
Основной источник Кулунту берёт начало в Гвинее к северо-западу от деревни Баркере при слиянии рек Куреньяки и Сенини у южного подножия 640-метровой горной цепи Фута-Джаллон, на хребте у границы с Сенегалом. Исток Куреньяки расположен в лесистой долине на высоте около 460 м над уровнем моря на северо-западной границе провинции Лабе в северной части Гвинеи.
После 61 км речной долины, ведущей на юго-запад, в Кулунту впадает Куравель, приток, протекающий 57 км к югу, на восточной границе префектуры Гауаль в провинции Боке на севере Гвинеи.
Примерно через 81 км Кулунту меняет направление на северо-запад. На 218 км река пересекает сенегальскую границу. Её очень извилистое нижнее течение служит границей между сенегальскими областями Тамбакунда на востоке и Колда на западе. Прибрежная зона по обе стороны реки представляет собой западную границу Национального парка Ньоколо-Коба.
Кулунту течёт с востока и юга и впадает в центральную часть течения Гамбии. У устья русло Кулунту имеет ширину около 30 м, в то время как Гамбия здесь — около 80 м в ширину. В низинах берега сопровождаются густыми лесами.